# Totalt kapital
Totalt kapital är en företagsekonomisk term som förekommer inom ekonomistyrning och bokföring, där den beskriver summan av skulder och eget kapital. Det totala kapitalet för ett företag är slutsumman på passivsidan i en balansräkning, och skall alltså vara lika stort som företagets tillgångar. Begreppet används ofta vid beräkningar av nyckeltal, exempelvis kan räntabilitet beräknas både på totalt och eget kapital.